# Akersträsket
Akersträsket är en sjö i Sorsele kommun i Lappland och ingår i Umeälvens huvudavrinningsområde. Sjön har en area på 1,47 kvadratkilometer och ligger 350 meter över havet. Akersträsket ligger i Vindelälven Natura 2000-område. Sjön avvattnas av vattendraget Kvarnbäcken.

## Delavrinningsområde
Akersträsket ingår i det delavrinningsområde (727984-157194) som SMHI kallar för Utloppet av Akersträsket. Medelhöjden är 402 meter över havet och ytan är 8,1 kvadratkilometer. Räknas de 4 avrinningsområdena uppströms in blir den ackumulerade arean 36,48 kvadratkilometer. Kvarnbäcken som avvattnar avrinningsområdet har biflödesordning 3, vilket innebär att vattnet flödar genom totalt 3 vattendrag innan det når havet efter 330 kilometer. Avrinningsområdet består mestadels av skog (74 procent). Avrinningsområdet har 1,53 kvadratkilometer vattenytor vilket ger det en sjöprocent på 18,8 procent.